# Homonota underwoodi
Homonota underwoodi är en ödleart som beskrevs av  Arnold Girard Kluge 1964. Homonota underwoodi ingår i släktet Homonota och familjen geckoödlor. Inga underarter finns listade i Catalogue of Life.